# Негрова (гора)
Негрова — гора в центральной части массива Горганы (Украинские Карпаты). Расположенная на юге Ивано-Франковского района Ивано-Франковской области.
Высота — 1604 м (по другим данным — 1602,4 м). Гора массивная, имеет овальную, продолговатую форму. Простирается с запада на восток, где пологой перемычкой соединяется с горой Боярин (Короткан) (1679 м). Северные склоны очень крутые, расчленены притоками реки Быстрицы Солотвинской, южные пологие. Средняя и привершинная часть горы покрыта каменными россыпями и осыпищами, Сосна горная. Нижняя часть склонов поросла смешанными и хвойными лесами.
К юго-западу расположен массивный хребет Сивули, на запад — Урвище Пекло, на юге (за долиной реки Салатрук) — хребет Тавпиширка.